# Máthé András (újságíró, 1923–1999)
Máthé András (Székelykeresztúr, 1923. április 20. – Segesvár, 1999.) magyar újságíró.

## Élete
Segesvárt végezte a faipari mesterképző iskolát. Az Antonescu-rendszer idején mint kisebbségi egy besszarábiai büntetőzászlóaljban töltötte le katonai szolgálatát. Az MNSZ függetlenített dolgozója (1949–1953). Riportjai az Előre, Ifjúmunkás, Pionír, Falvak Dolgozó Népe, Vörös Zászló, A Hét hasábjain jelentek meg, 1990-től a marosvásárhelyi Népújság segesvári tudósítója. A Fehéregyházán 1991-ben létesült Petőfi Sándor Művelődési Egyesület egyik alapító tagja, a Romániai Magyar Demokrata Szövetség ügyvezető titkára Segesvárt.
A fehéregyházi Petőfi-kutatásokról szóló beszámolóját az Előre (1956. július 17.), Szemtanú voltam... című írását a Petőfi Sándor Művelődési Egyesület 1. füzete (1991. július) közölte.

### Könyve
Barabás Ferenc (képek) Máthé András (szöveg): Segesvár rövid története 55 képben elbeszélve (Typo-go útikönyvek), Tipográfia Kft. Kiadó, Békéscsaba, 1999.